# 生力啤酒

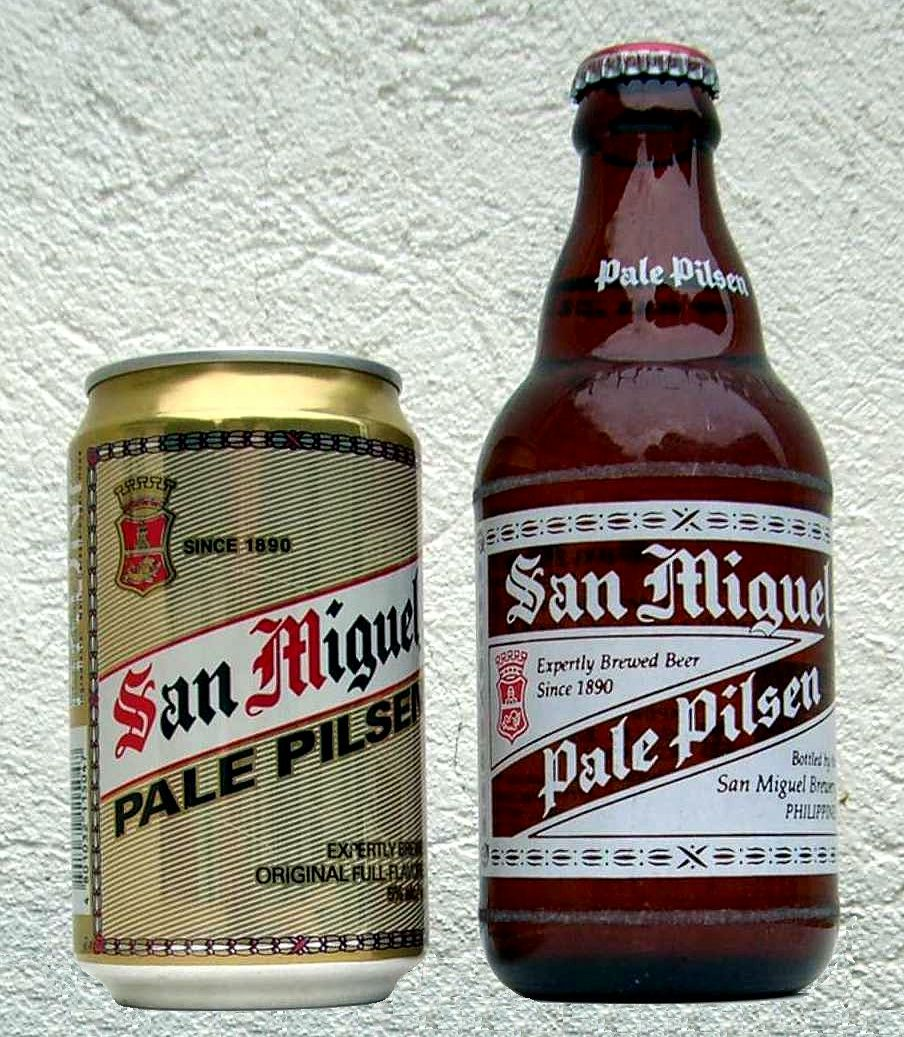
產品

生力啤酒(西班牙語：Cerveza San Miguel)，是一家西班牙的啤酒品牌，是继承巴塞罗那丹星啤酒（Estrella Damm），马沃啤酒之后西班牙第三啤酒厂家，是一位西班牙人在菲律宾建立的公司生力集團，生力集團菲律賓現時最大的食品、飲品及包裝上市公司所生產的啤酒，旗下尚有香港生力啤酒廠有限公司。

## 募資
- 2009年2月27日麒麟啤酒斥资约1,000亿日圆(合10.6亿美元)，從食品和飲料巨頭生力集團（San Miguel Corp.，PSE: SMCB）手中購買43.25%的生力啤酒公司（San Miguel Brewery Inc.，PSE: SMB）股票。復以1.43億美元增購了生力釀酒廠的5.05%股份，使它的總持股達到48.35%。